# 24h Le Mans 1976

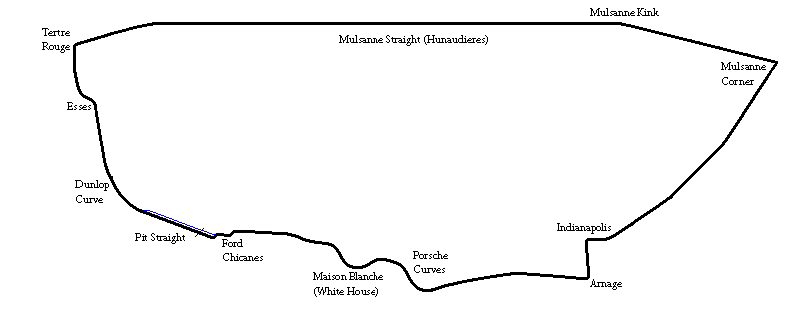
Tor Circuit de la Sarthe

24h Le Mans 1976 – 24–godzinny wyścig rozegrany na torze Circuit de la Sarthe w dniach 12–13 czerwca 1976 roku.

## Wyniki
Źródło: experiencelemans.com
| Poz. | Klasa | Nr | Zespół                        | Kierowcy                                                    | Nadwozie                | Silnik                             | Okr. |
| ---- | ----- | -- | ----------------------------- | ----------------------------------------------------------- | ----------------------- | ---------------------------------- | ---- |
| 1    | S 3.0 | 20 | Martini Racing Porsche System | Jacky Ickx Gijs van Lennep                                  | Porsche 936             | Porsche Type-935 2.1L Turbo Flat-6 | 349  |
| 2    | S 3.0 | 10 | Grand Touring Cars Inc.       | Jean-Louis Lafosse François Migault                         | Mirage GR8              | Ford Cosworth DFV 3.0L V8          | 338  |
| 3    | S 3.0 | 12 | Alain de Cadenet              | Alain de Cadenet Chris Craft                                | De Cadenet-Lola T380    | Ford Cosworth DFV 3.0L V8          | 337  |
| 4    | Gr.5  | 40 | Martini Racing Porsche System | Rolf Stommelen Manfred Schurti                              | Porsche 935             | Porsche Type-935 2.9L Turbo Flat-6 | 331  |
| 5    | S 3.0 | 11 | Grand Touring Cars Inc.       | Derek Bell Vern Schuppan                                    | Mirage GR8              | Ford Cosworth DFV 3.0L V8          | 326  |
| 6    | Gr.5  | 52 | Gérard Méo                    | Raymond Touroul Alain Cudini                                | Porsche 911 Carrera RSR | Porsche 3.0L Flat-6                | 314  |
| 7    | S 3.0 | 17 | Joest Racing Team             | Ernst Kraus Günther Steckkönig                              | Porsche 908/3           | Porsche Type-935 2.1L Turbo Flat-6 | 313  |
| 8    | GTP   | 1  | Inaltera                      | Jean-Pierre Beltoise Henri Pescarolo                        | Inaltera LM             | Ford Cosworth DFV 3.0L V8          | 305  |
| 9    | Gr.5  | 63 | Evon Evertz K.G.              | Heinz Martin Hartwig Bertrams                               | Porsche 911 Carrera RSR | Porsche 3.0L Flat-6                | 302  |
| 10   | Gr.5  | 42 | BMW Motorsport GmbH / Alpina  | Harald Grohs Sam Posey Hughes de Fierlandt                  | BMW 3.5CSL              | BMW 3.5L I6                        | 299  |
| 11   | Gr.5  | 54 | Louis Meznarie                | Hubert Striebig Anne-Charlotte Verney Helmut Kirschoffer    | Porsche 934             | Porsche 3.0L Turbo Flat-6          | 298  |
| 12   | GT    | 71 | "Ségolen"                     | "Ségolen" Michel Ouvière Jean-Yves Gadal                    | Porsche 911 Carrera RSR | Porsche 3.0L Flat-6                | 292  |
| 13   | Gr.5  | 53 | ASA Cachia                    | Thierry Sabine Philippe Dagoreau Jean-Claude Andruet        | Porsche 911 Carrera RS  | Porsche 3.0L Flat-6                | 288  |
| 14   | IMSA  | 77 | Tom Vaugh                     | Tom Vaugh John Rulon-Miller Jean-Pierre Laffeach            | Porsche 911 Carrera RSR | Porsche 3.0L Flat-6                | 283  |
| 15   | S 2.0 | 35 | Daniel Brillat Georges Morand | Georges Morand François Trisconi André Chevalley            | Lola T292               | Ford Cosworth 2.0L I4              | 279  |
| 16   | GT    | 57 | Gelo Racing Team              | Tim Schenken Toine Hezemans                                 | Porsche 934             | Porsche 3.0L Turbo Flat-6          | 277  |
| 17   | GT    | 67 | Joël Laplacette               | Joël Laplacette Alain Leroux Georges Bourdillat             | Porsche 911 Carrera RSR | Porsche 3.0L Flat-6                | 273  |
| 18   | Gr.5  | 50 | Thierry Perrier               | Thierry Perrier Guy de Saint-Pierre Martine Rénier          | Porsche 911 Carrera RSR | Porsche 3.0L Flat-6                | 273  |
| 19   | GT    | 65 | Porsche Kremer Racing         | Marie-Claude Charmasson Didier Pironi Bob Wollek            | Porsche 934             | Porsche 3.0L Turbo Flat-6          | 270  |
| 20   | GTP   | 3  | Aseptogyl                     | Christine Dacremont Lella Lombardi                          | Lancia Stratos          | Ferrari Dino 2.4L Turbo V6         | 265  |
| 21   | GTP   | 2  | Inaltera                      | Christine Beckers Jean-Pierre Jaussaud Jean Rondeau         | Inaltera LM             | Ford Cosworth DFV 3.0L V8          | 264  |
| 22   | S 2.0 | 31 | Chandler Ibec                 | Tony Birchenhough Ian Bracey Simon Phillips Brian Joscelyne | Lola T290/4             | Ford Cosworth FVC 2.0L I4          | 252  |
| 23   | Gr.5  | 55 | Almeras Fréres                | Christian Poirot René Boubet                                | Porsche 911 Carrera RSR | Porsche 3.0L Flat-6                | 245  |
| 24   | T     | 95 | Jean-Louis Ravenel            | Jean-Louis Ravenel Jean Ravenel Jean-Marie Détrin           | BMW 3.0CSL              | BMW 3.0L I6                        | 237  |

### Nie sklasyfikowani
| Poz. | Klasa | Nr | Zespół             | Kierowcy                                        | Nadwozie    | Silnik                    | Okr. |
| ---- | ----- | -- | ------------------ | ----------------------------------------------- | ----------- | ------------------------- | ---- |
| 25   | S 2.0 | 30 | Jean-Marie Lemerle | Jean-Marie Lemerle Alain Lévie Patrick Daire    | Lola T294   | ROC-Simca 2.0L I4         | 218  |
| 26   | GT    | 61 | ASA Cachia         | Jean-Claude Andruet Henri Cachia Jacques Borras | Porsche 934 | Porsche 3.0L Turbo Flat-6 | 203  |
| 27   | GT    | 70 | "Beurlys"          | Jean Blaton Nick Faure John Goss                | Porsche 934 | Porsche 3.0L Turbo Flat-6 | 168  |

### Nie ukończyli
| Poz. | Klasa  | Nr | Zespół                                      | Kierowcy                                                           | Nadwozie                    | Silnik                             | Okr. |
| ---- | ------ | -- | ------------------------------------------- | ------------------------------------------------------------------ | --------------------------- | ---------------------------------- | ---- |
| 28   | Gr.5   | 47 | Porsche Kremer Racing                       | Juan Carlos Bolaños Eduardo Lopez Negrete Billy Sprowls Hans Heyer | Porsche 935                 | Porsche Type-935 2.8L Turbo Flat-6 |      |
| 29   | S 2.0  | 26 | Societé ROC                                 | Alain Flotard Fred Stalder Albert Dufréne                          | Chevron B36                 | ROC-Simca 2.0L I4                  |      |
| 30   | GT     | 58 | G.V.E.A. Porsche Club Romand                | Bernard Cheneviére Peter Zbinden Nicolas Bührer                    | Porsche 934                 | Porsche 3.0L Turbo Flat-6          |      |
| 31   | Gr.5   | 46 | Team Brock                                  | Peter Brock Brian Muir Jean-Claude Aubriet                         | BMW 3.5CSL                  | BMW 3.5L I6                        |      |
| 32   | GT     | 69 | Schiller Racing Team                        | Claude Haldi Florian Vetsch                                        | Porsche 934                 | Porsche 3.0L Turbo Flat-6          |      |
| 33   | S 3.0  | 18 | Martini Racing Porsche System               | Reinhold Joest Jürgen Barth                                        | Porsche 936                 | Porsche Type-935 2.1L Turbo Flat-6 |      |
| 34   | GTP    | 5  | Ecurie T.S.                                 | Guy Chasseuil Claude Ballot-Léna                                   | WM P76                      | Peugeot PRV 2.7L V6                |      |
| 35   | IMSA   | 78 | Diego Febles Racing                         | Diego Febles Alec Poole Hiram Cruz                                 | Porsche 911 Carrera RSR     | Porsche 3.0L Flat-6                |      |
| 36   | S 2.0  | 29 | José Thibault                               | José Thibault Alain Hubert Michel Lateste                          | Lenham                      | Ford Cosworth FVC 1.9L I4          |      |
| 37   | Gr.5   | 44 | A.S.P.M. - Tanday Music                     | Jean-Claude Justice Jean Bélin                                     | BMW 3.5CSL                  | BMW 3.5L I6                        |      |
| 38   | Gr.5   | 43 | BMW Motorsport GmbH Schnitzer Motorsport    | Dieter Quester Albrecht Krebs Alain Peltier                        | BMW 3.5CSL                  | BMW 3.5L I6                        |      |
| 39   | S 3.0  | 16 | Egon Evertz K.G.                            | Leo Kinnunen Egon Evertz                                           | Porsche 908/3               | Porsche 3.0L Flat-8                |      |
| 40   | S 3.0  | 19 | Renault Sport                               | Jean-Pierre Jabouille Patrick Tambay José Dolhem                   | Renault Alpine A442         | Renault 2.0L Turbo V6              |      |
| 41   | S 2.0  | 27 | Societé ROC                                 | François Sérvanin Laurent Ferrier                                  | Chevron B36                 | ROC-Simca 2.0L I4                  |      |
| 42   | NASCAR | 90 | NASCAR - Donlavey                           | Dick Brooks Dick Hutcherson Marcel Mignot                          | Ford Torino                 | Ford 7.0L V8                       |      |
| 43   | GT     | 62 | Philippe Dagoreau                           | Christian Bussi Philippe Gurdjian Christian Gouttepifre            | Porsche 911 Carrera RSR     | Porsche 3.0L Flat-6                |      |
| 44   | GTX    | 72 | William Vollery                             | Jean-Pierre Aeschlimann Roger Dorchy William Vollery               | Porsche 911 Carrera RS      | Porsche 3.0L Flat-6                |      |
| 45   | S 2.0  | 33 | Georges Schäfer                             | Georges Schäfer Jean-Pierre Adatte Riccardo Albanesi               | Chevron B26                 | Ford Cosworth FVC 1.8L I4          |      |
| 46   | Gr.5   | 48 | Jean-Louis Chateau                          | Jean-Louis Chateau Dominique Fornage Jean-Claude Guérie            | Porsche 934/5               | Porsche Type-935 3.0L Turbo Flat-6 |      |
| 47   | Gr.5   | 49 | Gelo Racing Team                            | Clemens Schickentanz Howden Ganley                                 | Porsche 911 Carrera RSR     | Porsche 3.0L Flat-6                |      |
| 48   | GT     | 73 | Sionauto 2001                               | Claude Buchet André Haller Jean-Luc Favresse                       | Datsun 260Z                 | Datsun 2.6L I6                     |      |
| 49   | IMSA   | 76 | IMSA Camel                                  | John Greenwood Bernard Darniche                                    | Chevrolet Corvette Stingray | Chevrolet 7.0L V8                  |      |
| 50   | S 3.0  | 21 | G.V.E.A. Porsche Club Ramond Xavier Lapeyre | Xavier Lapeyre Bernard Chevanne                                    | Lola T286                   | Ford Cosworth DFV 3.0L V8          |      |
| 51   | Gr.5   | 41 | BMW Motorsport GmbH                         | Peter Gregg Brian Redman                                           | BMW 3.0CSL Turbo            | BMW 3.2L Turbo I6                  |      |
| 52   | S 2.0  | 36 | Chuck Graeminger                            | Daniel Brillat Michel Degourmois "Dépnic"                          | Cheetah G601                | BMW 2.0L I4                        |      |
| 53   | Gr.5   | 45 | Hermetite Productions Ltd.                  | John Fitzpatrick Tom Walkinshaw                                    | BMW 3.5CSL                  | BMW 3.5L I6                        |      |
| 54   | IMSA   | 75 | IMSA Camel                                  | Michael Keyser Eddie Wachs                                         | Chevrolet Monza             | Chevrolet 5.7L V8                  |      |
| 55   | NASCAR | 4  | NASCAR - McGriff                            | Hershel McGriff Doug McGriff                                       | Dodge Charger               | Dodge 7.0L Hemi V8                 |      |